# World Wild
World Wild är ett musikalbum från 2007 av Jonny Jakobsen. Albumet är det tredje med Carlito och producerades av Anderz Vrethow.

## Låtlista
1. Russkij Pusskij
2. Sukiyaki Teriyaki
3. Be My Pharaoh
4. Americo
5. Africa
6. All Around The World
7. Bolero
8. Jamaica
9. Crazy Carlito
10. Final Call
11. Holiday
12. Backpack Girl
13. Samba De Janeiro
14. Home Sweet Home